# Parlatoria pini
Parlatoria pini är en insektsart som beskrevs av Tang 1984. Parlatoria pini ingår i släktet Parlatoria och familjen pansarsköldlöss. Inga underarter finns listade i Catalogue of Life.